# Symmoca alhambrella
Symmoca alhambrella is een vlinder uit de familie dominomotten (Autostichidae). De wetenschappelijke naam is voor het eerst geldig gepubliceerd in 1911 door Walsingham.
Deze vlinder komt voor in Europa.